# Steve DiGiorgio
Steve DiGiorgio, né le 7 novembre 1967 à Waukegan, Illinois, est un bassiste américain de heavy metal et de death metal. Il est connu pour son jeu technique et est un des rares joueurs de basse fretless dans le milieu metal. Il est en autres connu pour avoir joué dans Death et pour faire actuellement partie de Testament.

## Discographie
- Sadus - illusions (1988, réédité en 1991 sous le nom Chemical Exposure)
- Autopsy - Severed Survival (1990)
- Sadus - Swallowed in Black (1990)
- Death - Human (1991)
- Autopsy - Fiend For Blood (1991)
- Death - Fate (1992, compilation)
- Sadus - A Vision of Misery (1992)
- Death - Individual Thought Patterns (1993)
- Dark Hall (1995)
- Sadus - Chronicles of Chaos (1997, compilation)
- Sadus - Elements of Anger (1997)
- James Murphy - Feeding the Machine (1999)
- Testament - The Gathering (1999)
- Control Denied - The Fragile Art of Existence (1999)
- Iced Earth - Horror Show (2001)
- Dragonlord - Rapture (2001)
- Testament - First Strike Still Deadly (2001, compilation)
- Vintersorg - Visions From The Spiral Generator (2002)
- Artension - Future World (2004)
- Quo Vadis - Defiant Imagination  (2004, Qc)
- Roadrunner United - The All Star Sessions (2005)
- Dragonlord - Black Wings Of Destiny (2005)
- Sadus - Out For Blood (2006)
- Faust - From Glory To Infinity (2009)
- Charred Walls of the Damned - Charred Walls of the Damned (2010)
- Control Denied - When Man And Machine Collide (2011)
- Christian Muenzner - Timewarp (2011)
- Anatomy Of I - Substratum (2011)
- Charred Walls of the Damned - Cold Winds On Timeless Days (2011)
- Soen - Cognitive (2012)
- Testament -  Brotherhood Of The Snake (2016)
- Gone in april - Threads of Existence (2016)

## Équipement
DiGiorgio utilise une Mjollnir custom de chez Thor Bass, et joue aussi sur des basses ESP customisées. On le voit surtout avec une basse 5 cordes fretless F-series avec une finition "dark green", Mais utilise aussi une basse à double manche, l'un fretté, l'autre fretless. Il utilise des amplis Ampeg SVT Classic.
Toutes les basses, excepté la Ric, sont montées avec des Hipshot Extender Keys. 
- Cordes - Rotosound swing bass 66. Taille: 110-85-70-50-30.
- Cables - Monster Cables.
- Amplificateurs - Ampeg SVT Classic, Randall, Ampeg 8X10, Ampeg 1X15, Ampeg 2X10 w/horn, Randall 2X15.
- Sans fil - Nady 101.
- Effets - DOD: Stereo Chorus, Stereo Flanger, Octoplus, Bass EQ, Envelope Filter, 270 A/B. Digitech: Two Second Digital *Delay, Digital Stereo Chorus/Flanger. Ibanez: BP10 Compressor. Korg: AX1B. Keyboard - Korg: DW8000. Soundmodule - *Yamaha: TX81Z. Alesis: Microverb III, SR16.
- Autres - The Bass Hammer, EBow. Cases - A&S Custom flight cases.

Modèle de basse:
- 4001 Custom Rickenbacker (1981)
- Fully Custom Homemade Fender-Like Fretless (1991)
- 4001 Rickenbacker (1975)
- Custom Carvin BB75F (1996)
- Custom Carvin BB75 (1999)
- ESP - LTD F-205 (1999)
- ESP Custom Forest Fretless (1999)
- ESP Doubleneck Bass (????)
- Thor Bass (2008)